# Kamener Kreuz

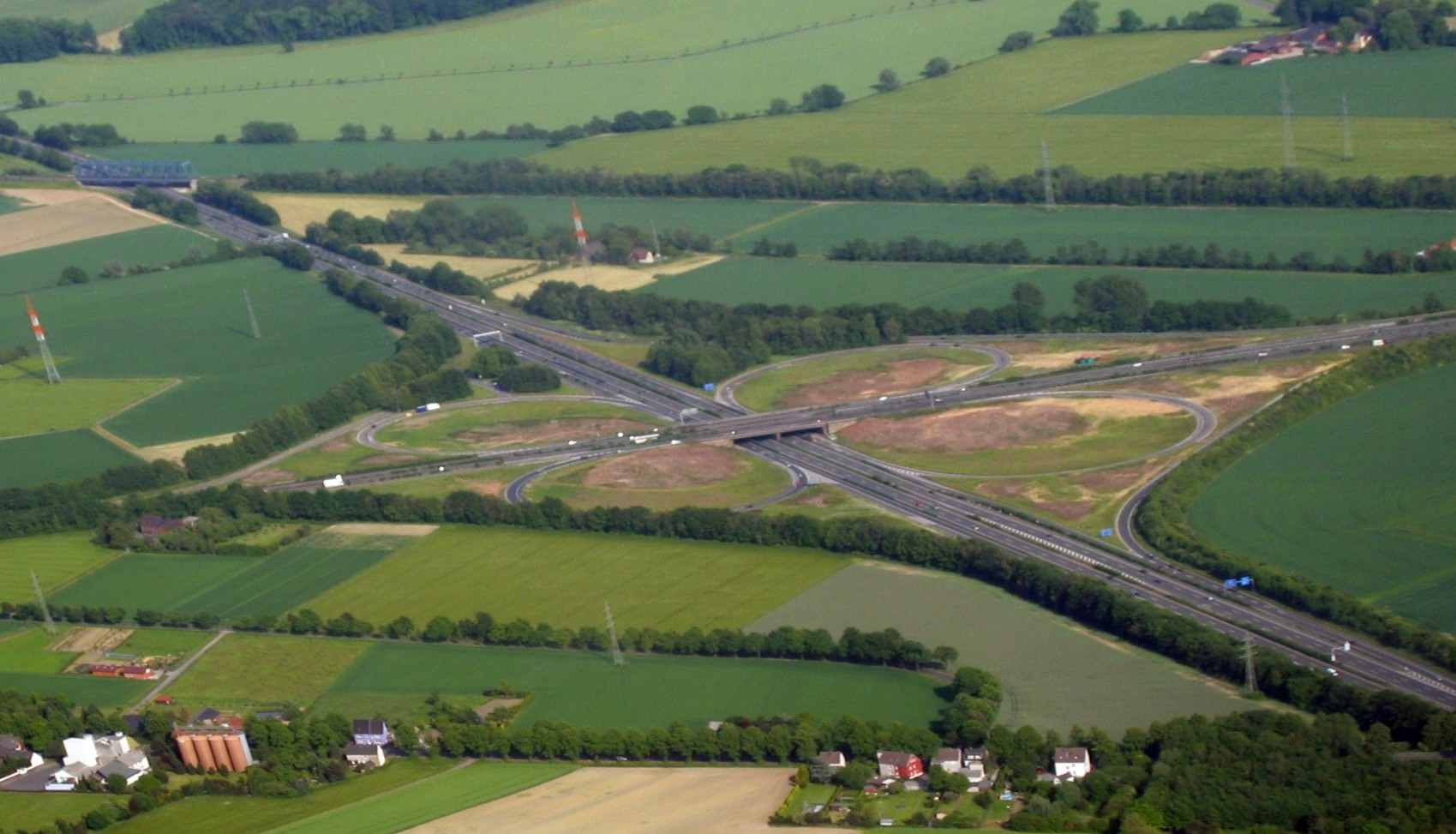
Vue aérienne de l'échangeur de Kamen.

Kamener Kreuz (« échangeur de Kamen ») est un échangeur autoroutier, en forme de trèfle, situé en Rhénanie-du-Nord-Westphalie en Allemagne. Il permet le croisement et l'interconnexion des autoroutes allemandes A1 et A2.
Cet échangeur fut mis en circulation en 1937.
Il doit son nom aux villages de Kamen et de Bergkamen situés à l'ouest de l'échangeur. Vers l'est, se trouvent les villes de Hamm et de Bönen.
160 000 véhicules passent quotidiennement à ce carrefour autoroutier.
Le Kamener Kreuz est régulièrement rénové et amélioré. Maintenant trois voies circulation dans chaque sens ont rendu nécessaire la construction d'un nouveau pont, plus large, pour l'autoroute A1 qui passe au-dessus de l'autoroute A2.
Il est prévu également une nouvelle bretelle d'accès surélevée, pour se diriger plus directement de Hanovre (A2) vers Cologne (A1).